# Parti laboda
A parti laboda (Atriplex littoralis) a szegfűvirágúak (Caryophyllales) rendjébe, ezen belül a disznóparéjfélék (Amaranthaceae) családjába tartozó faj.

## Előfordulása
A parti laboda európai előfordulási területe a Balti-tenger középső része, Dél-Skandinávia, az Északi-tenger és az Atlanti-óceán partvidéke Spanyolországig. A Földközi-tenger mentén csak a Rhône torkolatánál, Szardínián és Korzikán él. A kontinens belsejében a Duna alsó területén fordul elő. Európán kívül, a parti laboda még megtalálható Algériától Kazahsztánig és Oroszország nyugati részéig.

## Megjelenése
A parti laboda 30-80 centiméter magas, szürkén pikkelyes, később lekopaszodó, egyéves növény. Szára felálló, gazdagon elágazik, gyengén szögletes, sötét vagy vöröses csíkokkal. Levelei szórt állásúak, csak a legalsók átellenesek, 10 centiméter hosszúak és 1,5 centiméter szélesek, szálasak vagy lándzsásak, majdnem ülők, húsosak, ép szélűek vagy ritkásan fogazottak. Az apró, váltivarú, tömött virágok 1 centiméter széles csomókban ülnek a főtengelyen és az oldalágakon. A termős virágon a lepel hiányzik, felső állású magháza kétbibéjű. A termés egymagvú, vese alakú, 1 milliméter hosszú.

## Életmódja
A parti laboda tengerpartok, Magyarországon szikes puszták lakója. Kötött, sós és nitrogénben gazdag talajokon nő. A virágzási ideje júliustól szeptember végéig tart.

## Képek

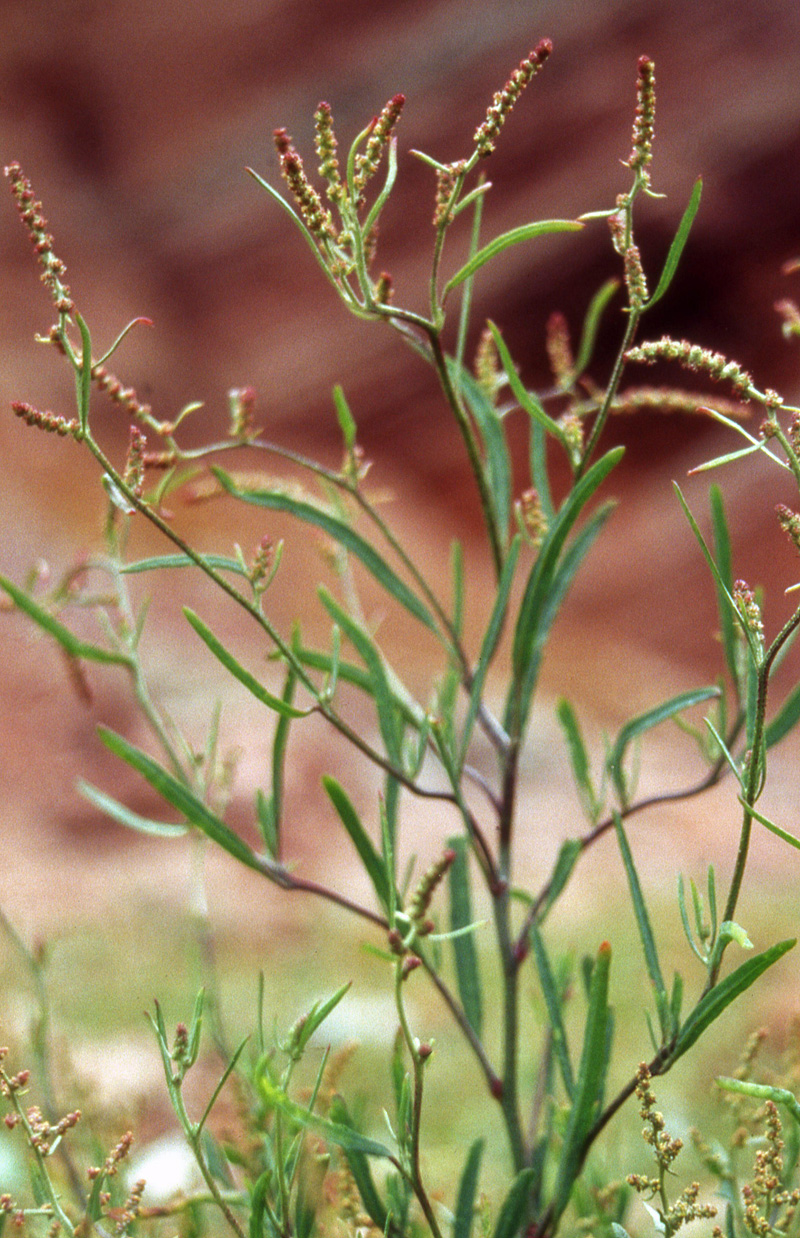
A növény
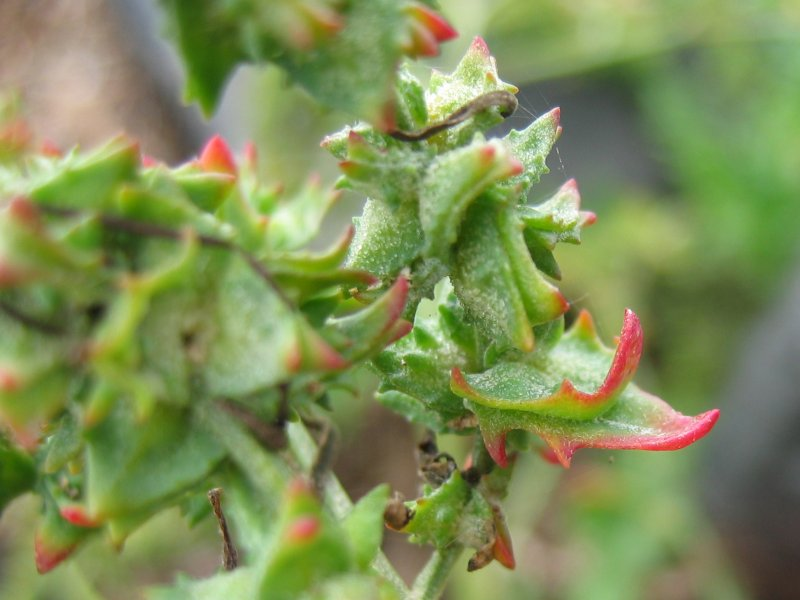
a
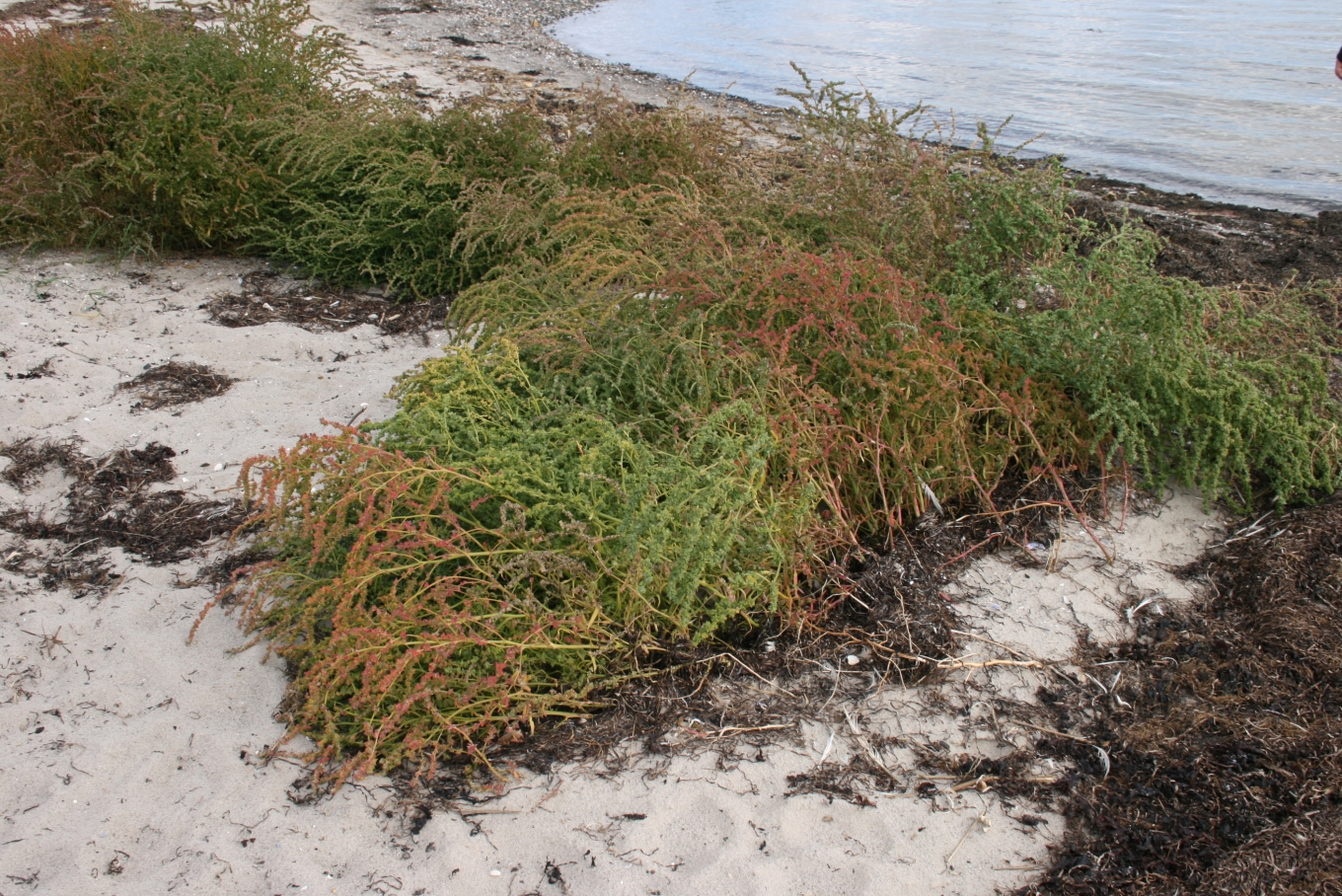
természetes élőhelyén
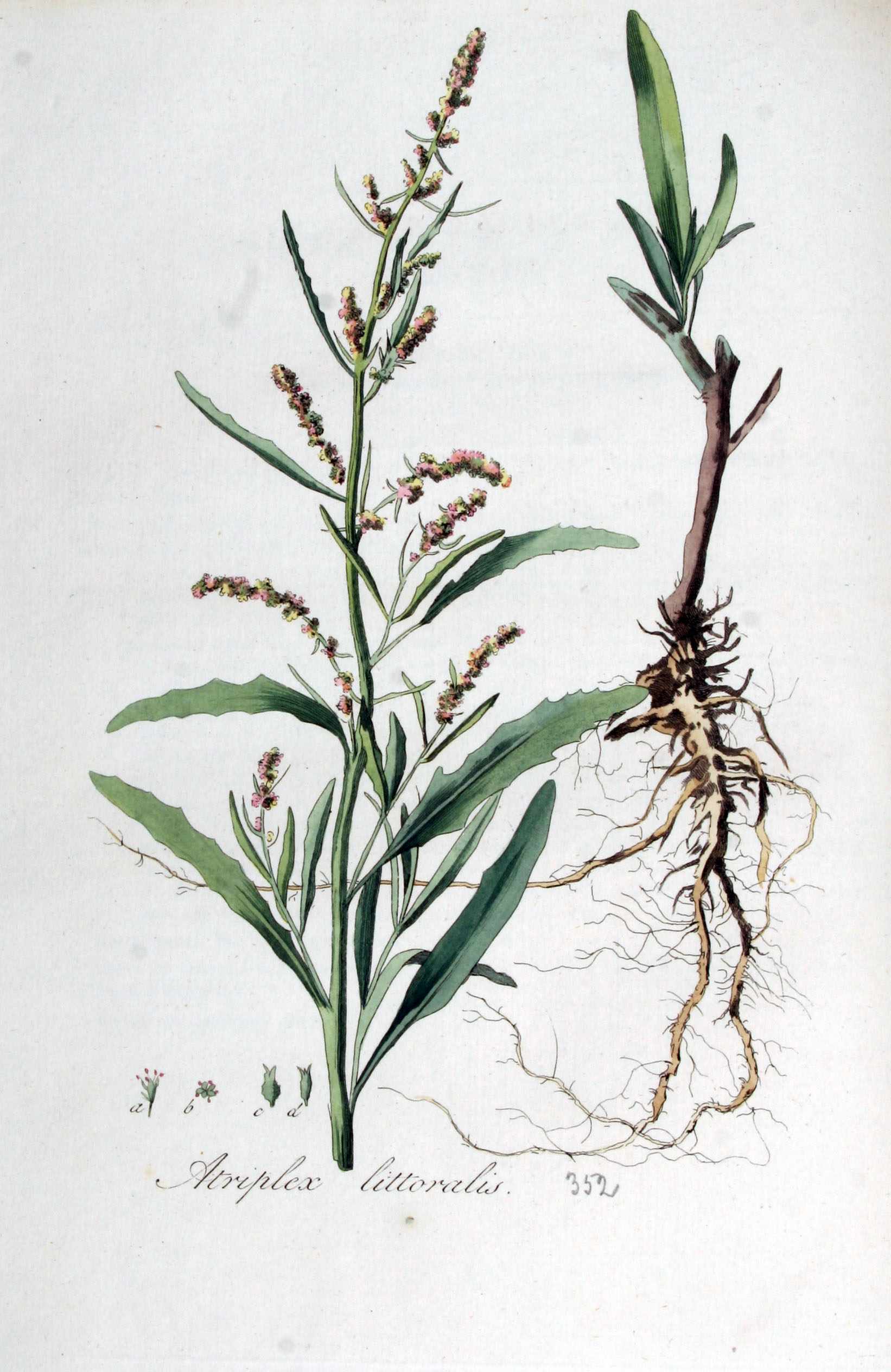
Rajz a növényről